# 田中稔 (安田倉庫)
田中 稔（たなか みのる、1942年11月23日 - 2014年11月23日）は、日本の経営者。安田倉庫社長、会長を務めた。

## 経歴
三重県出身。1965年に東京大学法学部を卒業し、同年に富士銀行に入行。1993年6月に取締役に就任し、1995年5月に常務、1997年6月に常任監査役を経て、2001年6月に安田倉庫副社長に就任し、2002年4月に社長に昇格。2009年4月に会長に就任。
2014年11月23日肺炎のために死去。72歳没。